# Сезон атлантических ураганов 2007 года
В сезоне 2007 года, одном из самых активных за историю наблюдений, образовалось 17 тропических циклонов, из которых 15 достигло уровня тропического шторма и 6-го уровня урагана по шкале классификации ураганов Саффира — Симпсона. Два урагана — (Дин и Феликс) — были крупными.
Официально сезон начался 1 июня и закончился 30 ноября, но при этом тропический шторм Андреа зародился 9 мая, а последний шторм Ольга рассеялся 13 декабря.